# Dammarie-en-Puisaye
Dammarie-en-Puisaye és un municipi francès, situat al departament del Loiret i a la regió de Centre – Vall del Loira. L'any 2007 tenia 168 habitants.

## Demografia

### Població
El 2007 la població de fet de Dammarie-en-Puisaye era de 168 persones. Hi havia 61 famílies, de les quals 15 eren unipersonals (4 homes vivint sols i 11 dones vivint soles), 19 parelles sense fills i 27 parelles amb fills.
La població ha evolucionat segons el següent gràfic:
Habitants censats

### Habitatges
El 2007 hi havia 122 habitatges, 71 eren l'habitatge principal de la família, 38 eren segones residències i 13 estaven desocupats. Tots els 121 habitatges eren cases. Dels 71 habitatges principals, 60 estaven ocupats pels seus propietaris, 7 estaven llogats i ocupats pels llogaters i 5 estaven cedits a títol gratuït; 8 tenien dues cambres, 13 en tenien tres, 15 en tenien quatre i 35 en tenien cinc o més. 52 habitatges disposaven pel capbaix d'una plaça de pàrquing. A 29 habitatges hi havia un automòbil i a 37 n'hi havia dos o més.

### Piràmide de població
La piràmide de població per edats i sexe el 2009 era:
| Homes | Edats   | Dones |
| ----- | ------- | ----- |
| 0     | 95 o +  | 0     |
| 4     | 90 a 94 | 0     |
| 0     | 85 a 89 | 0     |
| 0     | 80 a 84 | 0     |
| 16    | 75 a 79 | 0     |
| 4     | 70 a 74 | 4     |
| 12    | 65 a 69 | 0     |
| 4     | 60 a 64 | 12    |
| 4     | 55 a 59 | 0     |
| 16    | 50 a 54 | 0     |
| 0     | 45 a 49 | 8     |
| 12    | 40 a 44 | 8     |
| 0     | 35 a 39 | 0     |
| 8     | 30 a 34 | 0     |
| 8     | 25 a 29 | 4     |
| 0     | 20 a 24 | 8     |
| 8     | 15 a 19 | 4     |
| 12    | 10 a 14 | 8     |
| 0     | 5 a 9   | 0     |
| 4     | 0 a 4   | 0     |

## Economia
El 2007 la població en edat de treballar era de 115 persones, 86 eren actives i 29 eren inactives. De les 86 persones actives 79 estaven ocupades (44 homes i 35 dones) i 7 estaven aturades (2 homes i 5 dones). De les 29 persones inactives 13 estaven jubilades, 4 estaven estudiant i 12 estaven classificades com a «altres inactius».

### Ingressos
El 2009 a Dammarie-en-Puisaye hi havia 78 unitats fiscals que integraven 188 persones, la mediana anual d'ingressos fiscals per persona era de 16.697 €.

### Activitats econòmiques
Dels 7 establiments que hi havia el 2007, 2 eren d'empreses de construcció, 1 d'una empresa de comerç i reparació d'automòbils, 1 d'una empresa de transport, 2 d'empreses d'hostatgeria i restauració i 1 d'una empresa de serveis.
Dels 3 establiments de servei als particulars que hi havia el 2009, 1 era un paleta, 1 lampisteria i 1 restaurant.
L'any 2000 a Dammarie-en-Puisaye hi havia 15 explotacions agrícoles que ocupaven un total de 1.080 hectàrees.

## Poblacions més properes
El següent diagrama mostra les poblacions més properes.